# Enciclopédia Doosan

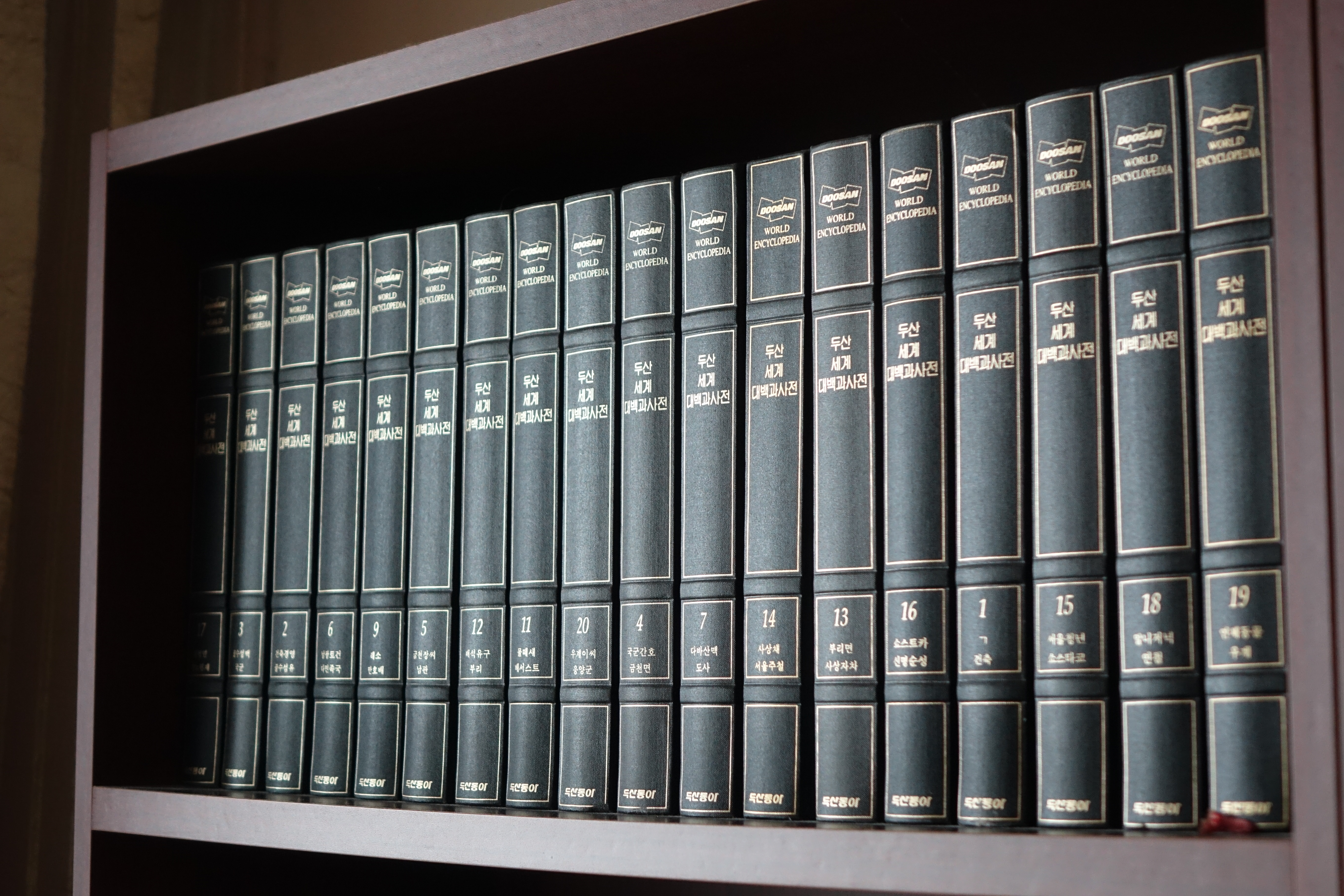

A Doosan é uma enciclopédia em língua coreana publicada pela Doosan Donga (두산동아), uma subsidiária do aglomerado industrial Doosan. A enciclopédia é baseada na Dong-A Color (동아원색세계대백과사전), uma enciclopédia que compreendia trinta volumes e começou a ser publicada pela Dong-A Publishing (동아 출판사) em 1982. Em fevereiro de 1985, a Dong-A Publishing foi fundida com a Doosan Donga.
A Doosan disponibiliza serviços digitais, a versão online da enciclopédia foi intitulada de "EnCyber", uma mistura das palavras encyclopedia (enciclopédia) e cyber. Em 2010, a enciclopédia foi renomeada para "Doopedia", uma palavra-valise do nome da empresa com a palavra encyclopedia.

## Edição digital

### EnCyber
A versão online da enciclopédia Doosan foi intitulada de EnCyber, que era uma mistura de duas palavras em inglês: encyclopedia (enciclopédia) e cyber. A empresa afirmou que, com a marca comercial, pretendia se tornar um centro de conhecimento vivo. A EnCyber fornece conteúdo gratuito aos leitores através de portais sul-coreanos, como o Naver, que conquistou a primeira posição do mercado de motores de busca na Coréia do Sul, em parte por causa da parceria com a enciclopédia EnCyber. Segundo websites, quando o Naver contatou a Doosan Doonga em 2003, o motor de busca pagou bilhões de dólares em royalties para fazer contrato com a enciclopédia.
Os artigos da enciclopédia tem como objetivo educar os leitores de todas as faixas etárias. Ela é considerada uma grande enciclopédia na Coréia do Sul. A partir de 2009, a EnCyber se tornou a maior enciclopédia online da Coréia do Sul.

### Doopedia
Em 1 de novembro de 2010, a "enciclopédia" digital foi "renomada" com o título de "Doopedia", uma palavra-valise do nome da empresa "Doosan" e a palavra inglesa encyclopedia (enciclopédia). A enciclopédia alcançou o número de 463 953 artigos disponíveis em 7 de novembro de 2013, enquanto Wikipedia coreana possuía 252 830 artigos naquele dia. Em novembro de 2017, a enciclopédia Doopedia possuía cerca de 515 219 artigos, por volta de 100 mil artigos a mais do que a Wikipédia.